# كيم فيران
كيم فيران (بالإنجليزية: Kim Ferran)‏ هي متزلجة بريطانية، ولدت في 11 يناير 1958.

## وصلات خارجية
- كيم فيران على موقع SpeedSkatingBase.eu (الإنجليزية)
- كيم فيران على موقع SpeedSkatingStats.com (الإنجليزية)
- كيم فيران على موقع ShortTrackOnLine.info (الإنجليزية)
- كيم فيران على موقع اللجنة الأولمبية الدولية (الإنجليزية)
- كيم فيران على موقع أوليمبيديا (الإنجليزية)
- كيم فيران على موقع اللجنة الأولمبية البريطانية (الإنجليزية)